# Eredivisie 2019/20 (Frauenfußball)
Die Eredivisie 2019/20 war die zehnte Spielzeit der niederländischen Eredivisie der Frauen. Die Saison begann am 23. August 2019 und sollte nach dem Ende der Punktspielrunde am 27. März 2020 mit der Meisterschaftsrunde und der Platzierungsrunde abgeschlossen werden. Wegen des Tournoi de France, an dem die Niederländische Fußballnationalmannschaft der Frauen teilnahm, wurde vom 25. Februar bis 20. März eine Pause eingelegt, die folgenden Spiele aber wegen der COVID-19-Pandemie zunächst auf unbestimmte Zeit verschoben. Am 22. April wurde die Saison wegen Auswirkungen der Pandemie ohne Abschluss-Playoffs beendet. Da Achilles ’29 am 18. April 2019 bekannt gegeben hatte, dass seine Frauenmannschaft nach der Saison aus finanziellen Gründen zurückgezogen würde, nahmen in dieser Saison nur acht Mannschaften teil.

## Modus
Die Saison  sollte über zwei Runden laufen. In der ersten Runde hatte jede Mannschaft je ein Heim- und Auswärtsspiel gegen die anderen Mannschaften. Nach den 14 Spielen sollten die vier besten Mannschaften um den Meistertitel spielen. Die vier schlechtesten Mannschaften sollen um die Plätze 5 bis 8 spielen.

## Teilnehmende Mannschaften
| Verein                | Heimort    | Stadion |
| ADO Den Haag          | Den Haag   | ADO Den Haag Stadion/Sportpark Nieuw Hanenburg                                                               |
| Ajax Amsterdam        | Amsterdam  | Sportpark De Toekomst                                                                                        |
| VV Alkmaar            | Alkmaar    | TATA Steel Stadion Sportpark De Wending (Heerhugowaard) AFAS Trainingscomplex (Wormerland) Sportpark AFC '34 |
| Excelsior/Barendrecht | Rotterdam  | Van Donge & De Roo Stadion Sportpark De Bongerd (Barendrecht)                                                |
| SC Heerenveen         | Heerenveen | Sportpark Skoatterwâld Zuidersportpark (Sneek)                                                               |
| PSV Eindhoven         | Eindhoven  | Jan Louwers Stadion Sportcomplex De Herdgang                                                                 |
| FC Twente Enschede    | Enschede   | De Grolsch Veste Sportpark Slangenbeek (Hengelo) FC Twente-trainingscentrum (Hengelo)                        |
| PEC Zwolle            | Zwolle     | MAC³PARK Stadion Sportpark Ceintuurbaan                                                                      |

## Abschlusstabelle
| Pl.                     | Verein                 | Sp. | S  | U | N | Tore    | Diff. | Punkte |
| ----------------------- | ---------------------- | --- | -- | - | - | ------- | ----- | ------ |
| 1.                      | PSV Eindhoven          | 12  | 10 | 2 | 0 | 042:800 | +34   | 32     |
| 2.                      | Ajax Amsterdam         | 12  | 8  | 1 | 3 | 022:110 | +11   | 25     |
| 3.                      | FC Twente Enschede (M) | 12  | 7  | 2 | 3 | 028:150 | +13   | 23     |
| 4.                      | SC Heerenveen          | 12  | 5  | 3 | 4 | 018:170 | +1    | 18     |
| 5.                      | ADO Den Haag           | 12  | 3  | 3 | 6 | 012:160 | −4    | 12     |
| 6.                      | AZ Alkmaar             | 12  | 2  | 4 | 6 | 019:290 | −10   | 10     |
| 7.                      | PEC Zwolle             | 12  | 2  | 4 | 6 | 017:320 | −15   | 10     |
| 8.                      | Excelsior/Barendrecht  | 12  | 0  | 3 | 9 | 010:400 | −30   | 03     |
| Stand: 25. Februar 2020 |                        |     |    |   |   |         |       |        |

| (M) | Meister 2018/19 |

## Beste Torschützinnen
| Rang                    | Spielerin                   | Team   | Tore |
| ----------------------- | --------------------------- | ------ | ---- |
| 1                       | Joelle Smits                | PSV    | 16   |
| 2                       | Katja Snoeijs               | PSV    | 13   |
| 3                       | Fenna Kalma                 | Twente | 09   |
| 3                       | Marjolijn van den Bighelaar | Ajax   | 09   |
| 5                       | Renate Jansen               | Twente | 08   |
| 6                       | Nikita Tromp                | Zwolle | 05   |
| Stand: 25. Februar 2020 |                             |        |      |